# Aly & Fila
Aly & Fila jsou egyptské hudební duo zaměřené na hudbu stylu trance a tvoří ho Aly Amr Fathalah (jako Aly) a Fadi Wassef Naguib (jako Fila). Každé pondělí prezentují svou rádio show „Future sound of Egypt“ na internetu prostřednictvím DI.fm - Digitally Imported radio.

## Historie
Oba hudebníci Aly Amr Fathalah (Aly) a Fadi Wassef Naguib (Fila), se narodili v roce 1981 a znají se prakticky již od školky. Poté, co si oblíbili hudbu Paul van Dyka, Steve Helstripa a Chicane, rozhodli si založit své vlastní nahrávací studio a začali tvořit svou vlastní elektronickou hudbou. S produkcí a Djingem začali v roce 1999. Poté, co se stali známými v Egyptě, rozhodli se proniknout na mezinárodní scénu. V roce 2002 podepsali smlouvu s německým vydavatelem Euphonic Records. Jejich prvním uvedeným singlem se stal track „Eye of Horus“, který si získal velký obdiv od slavných jmen jako např. Paul Van Dyk, Armin van Buuren, DJ Tiësto a dalších. Tento track byl licencován Fundamental Recordings v Holandsku a dostal se až na 4. místo v holandském tanečním žebříčku.
Po vypršení kontraktu s Euphonic Records došlo k setkání, kde se Fila dohodl s DJ Andy Prinzem na vydání jejich prvního sublabelu Offshore. Jejich prvním počinem v Offshore Music Switzerland byl track „Spirit of Ka“. Tento singl se setkal také s velkým úspěchem a byl zařazen do svého repertoáru mnoha trance DJi.
Často je můžeme vidět na akcích po boku takových hvězd jako jsou Armin van Buuren, Markus Schulz nebo Ferry Corsten
V roce 2007 toto duo obsadilo 111. příčku v žebříčku nejlepších DJů světa v prestižním časopise DJ Mag a o rok později se již Aly a Fila vyšplhali na 31. místo.

## Diskografie

### Produkce
- 2003 Eye Of Horus
- 2004 Eye Of Horus (Remixes)
- 2005 Spirit Of Ka
- 2007 A Dream Of Peace
- 2007 Ankh - Breath Of Life / Uraeus
- 2007 Thebes
- 2008 How Long?
- 2008 Lost Language
- 2008 Key Of Life
- 2008 Dynasty
- 2009 Khepera
- 2009 Rosaires

### Alba
- 2010 Rising Sun
- 2013 Quiet Storm

### Remixy
- 2004 Audioplacid - Diving (Aly & Fila Remix)
- 2005 York - Iceflowers (Aly & Fila Remix)
- 2005 Filo & Peri meet Mike Foyle - Luana (Aly & Fila Remix)
- 2006 The Thrillseekers Feat. Gina Dootson - By Your Side (Aly & Fila Remix)
- 2006 Tatana - Interview With An Angel (Aly & Fila Remix)
- 2006 Miguel Sassot - Empty (Aly & Fila Remix)
- 2006 York Feat. Asheni - Mercury Rising (Aly & Fila Remix)
- 2006 Magic Island - Paradise (Aly & Fila Remix)
- 2007 Lost Witness vs. Sassot - Whatever (Aly & Fila Remix)
- 2007 FKN Feat. Jahala - Why (Aly & Fila Remix)
- 2007 Deems - Tears Of Hope (Aly & Fila Remix)
- 2007 Mark Eteson & Jon Prior - Dynamic Stability (Aly & Fila Remix)
- 2007 DT8 Project - Hold Me Till The End (Aly & Fila Remix)
- 2007 Dj Atmospherik - You Owe ME (Aly & Fila Remix)
- 2007 Andy Prinz With Naama Hillman - Quiet Of Mind (Aly & Fila Remix)
- 2007 Mr. Sam featuring Kirsty Hawkshaw - Split (Aly & Fila Remix)
- 2007 Abbott & Chambers - Never After (Aly & Fila Remix)
- 2007 Six Senses Pres. Xposure - Niagara (Aly & Fila Remix)
- 2007 Ben Gold - Roll Cage (Aly & Fila Remix)
- 2007 Majera - Velvet Sun (Aly & Fila Remix)
- 2008 Mungo - Summer Blush (Aly & Fila Remix)
- 2008 Armin van Buuren ft. Susana - If You Should Go (Aly & Fila Remix)
- 2008 Tarja Turunen - The Reign (Aly & Fila Remix)
- 2008 Lange - Out Of The Sky (Aly & Fila Remix)
- 2008 Ben Gold feat. Senadee - Say the Words (Aly & Fila Remix)
- 2008 DJ Shah ft. Adrina Thorpe - Back To You (Aly & Fila Remix)
- 2008 Filo & Peri ft. Eric Lumiere - Shine (Aly & Fila Remix)
- 2008 Rapid Eye - Circa Foever (Aly & Fila Remix)
- 2008 FKN feat. Jahala - Still Time? (Aly & Fila Remix)
- 2008 Sunlounger feat Zara - Lost (Aly & Fila Remix)
- 2008 Ferry Corsten - Galaxia (Aly & Fila Remix)
- 2009 Vast Vision feat. Fisher - Everything (Aly & Fila Remix)
- 2009 Neptune Project - Aztec (Aly & Fila Remix)
- 2009 Philippe El Sisi feat Aminda - You Never Know (Aly & Fila Remix)